# Sharknado
Série Sharknado
Sharknado 2: The Second One
(2014)
Pour plus de détails, voir Fiche technique et Distribution.
Sharknado est un téléfilm américain réalisé par Anthony C. Ferrante et diffusé le 11 juillet 2013 sur la chaîne Syfy. Malgré son petit budget et ses effets spéciaux rudimentaires, il a bénéficié d'une petite sortie au cinéma et est devenu un film culte pour certains et un navet ou un nanar pour d'autres,.

## Synopsis
Une tornade formée au large du Mexique entraîne l'invasion de Los Angeles par des requins. Le propriétaire d'une buvette de bord de mer (Ian Ziering), accompagné de deux amis et d'une de ses serveuses (Cassie Scerbo), part dans l'intérieur des terres à la recherche de son ex-femme (Tara Reid), de sa fille et de son fils. Malgré les requins qui tombent du ciel, ils réussiront à sauver la ville et à reformer une famille unie.

## Fiche technique
- Titre original et français : Sharknado
- Réalisation : Anthony C. Ferrante
- Scénario : Thunder Levin
- Direction artistique : Ashley Hasenyager
- Décors : Moana Hom
- Costumes : Amber Hamzeh
- Photographie : Ben Demaree
- Son : Michael Hardman
- Montage : William Boodell
- Musique : Ramin Kousha
- Production : Paul Bales, David Michael Latt (en), David Rimawi
- Société de production : The Asylum
- Budget : 2 000 000 $
- Pays d'origine : États-Unis
- Format : Couleurs - 35 mm - 1,85:1 - Dolby Digital
- Genre : catastrophe, action, horreur
- Durée : 86 minutes
- Date de sortie : 11 juillet 2013
- Public : Interdit aux moins de 12 ans

## Distribution
- Ian Ziering (VF : Christophe Seugnet) : Fin Shepard
- Tara Reid (VF : Marie Gamory) : April Wexler
- John Heard (VF : Gérard Rouzier) : George
- Cassie Scerbo (VF : Marie Nonnenmacher) : Nova Clarke
- Jaason Simmons (VF : Eric Omet) : Baz Hogan
- Alex Arleo : Bobby
- Neil H. Berkow : Carl Hubert
- Heather Jocelyn Blair : Candice
- Sumiko Braun : Deanna
- Diane Chambers : Agnes
- Julie McCullough (en) : Joni Waves
- Marcus Choi (VF : Jean-Pierre Leblan) : Palmer
- Israel Sáez de Miguel (VF : Yann Pichon) : capitaine Carlos Santiago
- Tiffany Cole : Derek
- Trish Coren : infirmière Holden
- Chuck Hittinger : Matt Shepherd
- Aubrey Peeples (VF : Sophie Planet) : Claudia Shepherd
- Michael Teh : Weinstein
- Connor Weil : Luellyn
- Christopher Wolfe : Colin
- Steve Moulton : employé de supérette
- Robbie Rist : Robbie le chauffeur de bus
- David Bittick : Nada, le commandant en 2d
- Derek Caldwell : chauffeur
- Adrian Bustamante (en) : Kelso
- Samantha Rafanello : elle-même

## Distinctions
- Young Hollywood Awards 2013 : « Best Internet Sensation »
- Sélection au festival international du film fantastique de Gérardmer 2014
- People's Choice Awards 2014 : nomination dans la catégorie « téléfilm ou minisérie »
- Prix 2014 de la Gay and Lesbian Entertainment Critics Association : nomination dans la catégorie « Campy TV Show of the Year »